# Sonata para piano n.º 18 (Mozart)
La Sonata para piano n.º 18 en re mayor, K. 576 es una obra de Wolfgang Amadeus Mozart. Fue escrita en Viena en julio de 1789.
En una carta a su hermano masón Johann Michael Puchberg, Mozart escribió: «mientras tanto estoy trabajando en seis sonatas para piano fáciles para la Princesa Federica Carlota de Prusia y seis cuartetos para el rey». La KV 576 fue la única sonata para tal fin que Mozart escribió; no obstante esto se ha puesto en duda debido a que esta sonata no es nada fácil ya que exige una gran destreza en ambas manos y es a menudo señalada como la obra para piano solo más difícil del compositor, tratándose asimismo de la última sonata para piano de Mozart.

## Estructura
Consta de tres movimientos:
1. Allegro.
2. Adagio.
3. Allegretto.